# Drymaria hypericifolia
Drymaria hypericifolia är en nejlikväxtart som beskrevs av John Isaac Briquet. Drymaria hypericifolia ingår i släktet Drymaria och familjen nejlikväxter. Inga underarter finns listade i Catalogue of Life.